# Batalla de Vigirima
La Batalla de Vigirima fue una decisiva contienda de la guerra de Independencia de Venezuela  en el contexto de la consolidación del dominio territorial logrado con la Campaña Admirable resultando en un firme triunfo para el bando patriota comandado por José Félix Ribas. Tuvo lugar el 23 de noviembre de 1813, en los terrenos del valle de Vigirima, a 23 km al norte de la ciudad de Guacara, estado Carabobo. Con el triunfo, se evitó la toma de Caracas por parte de los realistas, obligando a estos a volver a Puerto Cabello, desde donde habían partido procedentes de Puerto Rico. La batalla de Vigirima, en la serranía al noreste de Guacara y noroeste de Mariara, es considerada la batalla más larga de la independencia de Venezuela.

## Antecedentes
El coronel Carlos Miguel Salomón venía de Cádiz con varios buques de guerra al mando del Regimiento de Granada compuesto por más de mil veteranos españoles. Los buques hicieron puerto en La Guaira el 13 de septiembre de 1813 y encontraron a Ribas y sus tropas disfrazados de realistas aprovechando que Salomón desconocía que España ya no gobernaba en Caracas. Sin embargo, Salomón logró escapar de los patriotas del puerto capitalino, del que partió y arribó sin desafíos a Puerto Cabello.
El 17 de octubre de 1813, José Félix Ribas fue ascendido a general de división. Un mes después Ribas fue asignado a viajar a la ciudad de Valencia con tropas compuestas mayormente por estudiantes de Caracas, conocidos como escuadrón de Escolares. Otros 1500 soldados incluyendo el escuadrón de Agricultores se unieron a las fuerzas de Ribas.
De camino a Valencia, habiendo pasado Guacara al norte del Lago de Valencia se encontraron con las tropas españolas que, salidos de Puerto Cabello en dirección contraria a Ribas, se dirigían a tomar la capital de la república, por la vía de los valles de Aragua. Es probable que el libertador Simón Bolívar haya concurrido a la batalla de Vigirima, al menos el 25 de noviembre, el último día de la batalla.

## Batalla
La batalla de Vigirima fue una de las victorias más contundentes de Ribas. Ribas provenía de Caracas llegando el 21 de noviembre a Guacara, bajo asignación de Bolívar. En su ejército viajaban cerca de 500 estudiantes, el Segundo Escuadrón de Agricultores bajo el Coronel Leandro Palacios, 200 jinetes orientados por Francisco Antonio Paúl, el Batallón Girardot comandado por Luis Lamprea, el Batallón Valencia orientado por el Coronel Manuel Gogorza, el Batallón Quinto de La Unión bajo José Luciano D‘Elhuyar. Hay registros que también participaron en la batalla el Coronel Andrés Linares Quintero, Carlos Soublette y Manuel Villapol, los cuales en total sumarían 2.000 infantes y 200 caballos. 
Los realistas venían de Puerto Cabello por el camino de Patanemo y, al coincidir con el ejército de los criollos, se situaron sobre una de las sierras del valle de Vigirima. A las 6 de la mañana el comandante D'Elhuyar empezó el combate por los patriotas en el flanco izquierdo hacia la cumbre del cerro de Vigirima, mientras Ribas ataca el centro; la pelea se generaliza por seis horas pero sin resultados efectivos, probablemente por lo accidentado del terreno. El Coronel Villapol fue herido al caer desde lo alto de unos riscos o peñascos durante la acción. En el fuego cruzado quedaron heridos otros oficiales venezolanos: Francisco Vélez, José María Trujillo, Francisco Marcano y Francisco San Juan, mientras que las bajas entre los realistas fueron considerables. El 24 de noviembre, D'Elhuyar consigue forzar la izquierda realista, mientras que Ribas y presumiblemente, con ayuda de Bolívar, atacó el centro.
El 25 de noviembre, el comandante Lamprea, jefe del batallón Girardot, quedó encargado de la izquierda, mientras que el teniente coronel D’Eluyar desalojó al enemigo por la derecha y ambos sucesivamente de todos sus puntos. El batallón de Valencia y dos escuadrones de caballería ocupaban el centro a las órdenes del general Ribas, principal punto de retirada de los españoles, que sufrió un fuego terrible de artillería e infantería enemiga. Por seis horas el fuego fue muy vivo de ambos lados y sólo la aproximación de la noche lo hizo tregua. El resultado de la acción ha sido el abandono general por los españoles de todos los puntos que ocupaban y su fuga de los cerros de Vigirima y Patanemo, dirigiéndose hacia Puerto Cabello, perseguidos por las tropas de la Unión.

## Consecuencias
La derrota de los realistas del Regimiento de Granada en el Valle de Vigirima distrajo unos días a Bolívar hacia el norte, lo que tuvo consecuencias peligrosísimas al dar tiempo a las dos concentraciones de realistas de Coro y de Apure, de reunirse en Araure, en junto contaban 3.700 combatientes, al mando de José Ceballos y los llaneros de José Antonio Yáñez. Así reunidos, los ejércitos españoles en la pequeña ciudad portugueseña amenazaban el occidente de la república e inmediatamente a la ciudad de San Carlos.
Entre los criollos vencedores en Vigirima, junto con los dispersos en Barquisimeto, el coronel Vicente Campo Elías con el batallón Barlovento procedente del Guárico, y diversos contingentes enviados del Tuy y de Caracas, se reunieron en San Carlos unos 2.000 infantes y 1.000 jinetes llamados «batallón sin nombre» que, bajo el mando de Bolívar se enfrentaron 10 días después de Vigirima en la batalla de Araure.